# Pedro de Mena
Pedro de Mena y Medrano (ur. w sierpniu 1628 w Grenadzie, zm. 13 października 1688 w Maladze) – rzeźbiarz hiszpański epoki baroku.
Kształcił się w warsztacie swojego ojca Alonsa de Mena, a także u Alonsa Cano. Zmarł w Maladze, mieście, w którym spędził większość  życia, i gdzie prowadził warsztat rzeźby przez trzydzieści lat aż do śmierci w 1688.